# Йошино (бронепалубен крайцер, 1892)
 Тази статия е за японския кораб.  За химика вижте Акира Йошино.  
Йошино (на японски: 吉野) е бронепалубен крайцер на Императорските ВМС на Япония. Името на крайцера идва от името на планината и едноименната императорска резиденция Йошино. Крайцерът е построен във Великобритания от компанията Armstrong Whitworth (Армстронг) и принадлежи към т.нар. елсуикски крайцери.

## История на службата
По време на японо-китайската война се отличава в сражението при река Ялу в състава на „летящата“ ескадра на контраадмирал Кодзо Цубой.
След началото, през 1904 г., на руско-японската война е включен в състава на ескадрата, изпратена за блокада на Порт Артур. В нощта на 15 май 1904 г., при завръщането си в базата в гъста мъгла, е тараниран от броненосния крайцер „Касуга“ близо до нос Шантунг, след което се преобръща и потъва недалеч от островите Елиот заедно с по-голямата част от екипажа си (над 300 души).

## Командири на кораба
- капитан 1-ви ранг Кавахара Йоичи (на японски: 河原要一) – от 20 май 1893 г. до 6 март 1894 г[4].
- капитан 1-ви ранг Мороока Йориюки (на японски: 諸岡頼之) – от 4 юни 1895 г. до 26 ноември 1896 г[4].
- капитан 1-ви ранг Шимадзаки Йошитада (на японски: 島崎 好忠) – от 26 ноември 1896 г. до 1 декември 1897 г[4].
- капитан 1-ви ранг Уемура Нагатака (на японски: 植村 永孚) – от 1 декември 1897 г. до 13 юни 1898 г[4].
- капитан 1-ви ранг Танджи Хироо (на японски: 丹治 寛雄) – от 13 юни 1898 г. до 2 ноември 1899 г[5].
- капитан 1-ви ранг Оиноуе Кюма (на японски: 大井上 久麿) – от 17 юни 1899 г. до 13 февруари 1900 г.[5].
- капитан 1-ви ранг Сакаи Тадатоши (на японски: 酒井 忠利) – от 13 февруари 1900 г. до 21 януари 1901 г[6].
- капитан 1-ви ранг Терагаки Идзо (на японски: 寺垣 猪三) – от 4 февруари до 13 февруари 1901 г[7].
- капитан 1-ви ранг Мацумото Аринобу (на японски: 松本 有信) – от 23 април 1901 г. до 22 април 1902 г[8].

## Галерия
- Крайцерът „Йошино“, 1892 г.
- Крайцерът „Йошино“ в Йокосука, 1896 г.